# استيطان الأمريكيتين

خريطة لهجرات البشر الأوائل مبنية على نظرية النشأة الأفريقية.

بدأ استيطان الأمريكيتين بنزوح البشر البدائيين في العصر الحجري القديم العلوي من سهوب الماموث في شمال شرق آسيا إلى قارة أمريكا الشمالية عبر جسر يابسة بيرنجيا الذي يقع بين شمال شرق سيبيريا وغرب ألاسكا، والذي برز فوق سطح البحر نتيجة انحسار المياه في عصر الذروة الجليدية الأخيرة. توسع هؤلاء السكان جنوبًا في اتجاه صفيحة اللورانتيد الجليدية وسرعان ما انتشروا في جميع أرجاء أمريكا الشمالية وأمريكا الجنوبية منذ نحو 14,000 عام مضى. يُعرف سكان الأمريكيتين الأوائل (الذين عاشوا قبل 10,000 عام مضى) بالهنود القدماء.
فتح موضوع أصل سكان الأمريكيتين المجال واسعًا أمام عدة تساؤلات طويلة الأمد. رغم أن التطورات الحديثة في علوم الآثار، وجيولوجيا العصر الجليدي، وعلم الإنسان الحيوي، والفحص الجيني سلطت الضوء على هذا الموضوع، لا تزال الإجابات عن بعض الأسئلة المهمة غير محسومة. يتفق العلماء على وجه العموم أن المستوطنين الأوائل الذين هاجروا إلى الأمريكيتين جاؤوا من آسيا، لكن أنماط الهجرة، وتوقيتاتها، وأصول المهاجرين الجغرافية في أوراسيا ما زالت أمورًا غير واضحة.
حددت النماذج السائدة عدة إطارات زمنية للهجرة الآسيوية عبر مضيق بيرنغ وانتشار السكان المهاجرين في أرجاء القارة. يرتبط سكان الأمريكيتين الأصليين بسكان سيبيريا من حيث العوامل اللغوية، وتوزيع فصائل الدم، والتكوين الجيني كما ينعكس في البيانات الجزيئية مثل ألحمض النووي (الدنا).
يشير مصطلح «نظرية كلوفيس الأولى» إلى الفرضية التي ظهرت في خمسينيات القرن العشرين والتي تزعم أن ثقافة كلوفيس تمثل أول وجود بشري في الأمريكيتين منذ 13,000 عام مضى. ظهرت أدلة عن وجود ثقافات سالفة لحضارة كلوفيس في الألفينيات، ما يعني أن تاريخ الأناس الأوائل في الأمريكيتين قد يمتد لأبعد من ذلك؛ أي منذ نحو 13,200–15,500 عام.

## الظروف البيئية خلال آخر دورة جليدية

### ظهور جسر بيرنجيا واختفاؤه تحت الماء
خُزنت مياه المحيطات في صورة أنهار جليدية خلال عصر ويسكونسن الجليدي بدرجات متفاوتة مع مرور الزمن. كلما تجمعت المياه في صورة أنهار جليدية نقصت المياه في المحيطات بصورة مناظرة، ما أدى إلى انخفاض مستوى سطح البحر العالمي. توصل العلماء لمستويات سطح البحر المختلفة على مر العصور المختلفة عن طريق تحليل مستوى نظائر الأكسجين في ترسبات قيعان المحيطات، وتأريخ الأجراف الساحلية، وتحليل مستوى نظائر الأكسجين بدقة عالية في أحواض المحيطات وقمم الجبال الجليدية. أظهرت الأبحاث أن مستوى سطح البحر العالمي انخفض بمقدار 60-120 عن مستوى سطح البحر الحالي منذ 30,000 سنة مضت، ما أدى إلى ظهور جسر بيرنجيا، وهو معلم جغرافي وطيد يمتد من سيبيريا إلى ألاسكا. ارتفع مستوى سطح البحر من جديد خلال الذروة الجليدية الأخيرة، ما أدى إلى اختفاء جسر بيرنجيا تحت الماء من جديد. تعتمد تقديرات تاريخ غرق جسر بيرنجيا على قياس عمق مضيق بيرنغ وقياسات مستوى سطح البحر العالمي، وتوصلت إلى أن هذا الحدث وقع في حدود عام 11,000 قبل الحاضر (انظر الشكل 1). من المحتمل أن تتوصل الأبحاث الجارية حاليًا بشأن تاريخ بيرنجيا الجغرافي إلى تقديرات مختلفة، ما قد يقيد نماذج هجرة البشر إلى أمريكا الشمالية بدرجة أكبر.

### الأنهار الجليدية
شهد عصر الذروة الجليدية الأخيرة قرابة 30 ألف عام مضى اتساع الأنهار الجليدية الجبلية والصفائح القارية الجليدية التي سدت مسارات الهجرة من بيرنجيا. وبحلول عام 21,000 قبل الحاضر، تجمعت الصفائح الجليدية اللورانتیدية وصفائح سلسلة جبال كورديليرا على الجانب الشرقي من سلسلة جبال روكي، ما تسبب في انسداد مسارات الهجرة المحتملة إلى مركز أمريكا الشمالية. أحاطت الأنهار الجليدية الجبلية في سلاسل الجبال الساحلية وشبه الجزيرة ألاسكا ببيرنجيا من الساحل المطل على المحيط الهادئ. تجمعت الأنهار الجليدية الساحلية وكتل الجليد في صورة أنهار جليدية سفحية تغطي مساحات شاسعة على امتداد الشريط الساحلي حتى جزيرة فانكوفر جنوبًا، وشكلت كتلة جليدية كبيرة على امتداد مضيق خوان دي فوكا بحلول عام 18,000 قبل الحاضر. شرعت الأنهار الجليدية الساحلية في الانحسار في حدود عام 19,000 قبل الحاضر، بينما استمرت صفيحة جبال كورديليرا الجليدية في زحفها داخل سهوب بوغيت حتى عام 16,800 قبل الحاضر. ظلت بعض المناطق ملاذًا للحيوانات والنباتات حتى في ذروة العصر الجليدي. ومع انتهاء العصر الجليدي وانحسار الجليد، اتسعت تلك المناطق حتى أصبحت السواحل خالية من الجليد بحلول عام 15,000 قبل الحاضر. سمح انحسار الأنهار الجليدية بعبور جسر بيرنجيا إلى الساحل المطل على المحيط الهادئ بحلول عام 17,000 قبل الحاضر. بدأ الحائط الجليدي الفاصل بين ألاسكا والساحل الهادئ في الذوبان قرابة عام 16,200 قبل الحاضر. ظهر ممر خالي من الجليد ممتد من سيبيريا إلى أمريكا الشمالية في حدود عام 12,000–13,000 قبل الحاضر. لم يتبق شيء من الأنهار الجليدية في شرق سيبيريا سوى الأنهار الجبلية والوديان الثلجية في سلاسل الجبال التي لم تشكل عائقًا أمام الهجرة من سيبيريا إلى بيرنجيا.

### الظروف المناخية والبيولوجية
استنتج الباحثون بعض المعلومات عن الظروف المناخية ونوع النباتات في سيبيريا الشرقية وألاسكا خلال عصر ويكسونسن الجليدي من خلال تحليل مستويات نظائر الأكسجين بدقة عالية ودراسة توزيع حبوب اللقاح في طبقات الأرض. تذبذت الأحوال المناخية في سيبيريا الشرقية قبل الذروة الجليدية الأخيرة بين مناخ مشابه لمناخ العصر الحالي ومناخ بارد. شهدت الدورات الدافئة في عصر ما قبل الذروة الجليدية الأخيرة ازدهار الحيوانات الضخمة. تشير سجلات نظائر الأكسجين من عينات قمم الجبال الثلجية في غرينلاند إلى أن تلك الدورات صمدت لفترة تتراوح من مئات إلى آلاف السنوات بدءًا من عام 45,000 حتى عام 32,000 قبل الحاضر. تظهر سجلات عينات حبوب اللقاح المُلتقطة من البحيرة الواقعة شمال بحر أوخوتسك تحولًا ملحوظًا من حبوب لقاح الأشجار والشجيرات إلى حبوب لقاح الأعشاب قبل عام 26,000 من تاريخ نظير الكربون المشع، ما يدل على انتشار أقاليم التندرا الشمالية التي استبدلت الغابات الثلجية والسهول الشجيرية أثناء العصر الجليدي الأخير. ظهرت أدلة مشابهة على استبدال حبوب لقاح الأشجار والشجيرات بحبوب الأعشاب بالقرب من نهر كوليما في سيبيريا الشمالية. اقترح البعض أن هجرة الحيوانات من المناطق الشمالية في سيبيريا نظرًا للتجمد السريع مع قدوم العصر الجليدي الأخير هي السبب في غياب المواقع الحفرية الأثرية التي تعود للعصر الجليدي الأخير في تلك المنطقة. تشير سجلات حبوب اللقاح في ألاسكا إلى تحول الغابات والسهوب الشجيرية إلى أقاليم التندرا الشمالية قبل حلول العصر الجليدي الأخير، ما يشير بدوره إلى وقوع دورات دافئة أضعف من تلك التي سمحت للبشر باستيطان الجانب السيبيري. ظهرت الحيوانات الضخمة بأصنافها المتنوعة في تلك البيئات بأعداد ليست بالكثيرة.
اتسمت الظروف البيئية الساحلية في العصر الجليدي الأخير بالتعقيد. أدى انخفاض مستوى سطح البحر، وبروز كتلة أرضية متزنة مع انخفاض صفيحة جبال كورديليرا الجليدية إلى بروز الجرف القاري الواقع بين آسيا وأمريكا الشمالية في صورة سهول ساحلية. رغم ان معظم السهول الساحلية كانت مغطاة بأنهار جليدية سفحية، ظهرت مناطق حيوية غير مغطاة بالجليد تأوي ثدييات أرضية على أرخبيل هايدا غواي، وجزيرة أمير ويلز، وجزر أرخبيل ألكساندر الخارجية. أظهرت بيانات حبوب اللقاح أن معظم تلك الأراضي كانت مغطاة بأقاليم التندرا الشمالية العشبية أو الشجيرية، مع وجود بعض الغابات الشمالية في الطرف الجنوبي من سلسلة جبال كورديليرا الجليدية. ظلت البيئة الساحلية البحرية حافلة بالكائنات الحية كما أظهرت حفريات زعنفيات الأقدام. ومن المحتمل أن غابات طحالب الكِلب التي كانت تغطي المياه الضحلة كانت عاملًا جاذبًا للهجرة الساحلية.

## نماذج الهجرة للعالم الجديد
كانت هناك عدة نماذج للهجرة البشرية إلى للعالم الجديد (أمريكا الشمالية، وأمريكا الجنوبية) التي اقترحتها مختلف الأوساط الأكاديمية. مسألة لماذا هنود الباليو هم أول من دخلت الأمريكتين، وكيف، ومتى. وشد الانتباه لعلماء الآثار والأنثروبولوجيا، ولقد كان نقاشاً ساخناً على مدى القرون.
الفهم الحالي للهجرة الإنسان في الأمريكتين مستمد من التقدم في أربعة تخصصات متكاملة: علم الآثار، وعلم الإنسان الطبيعي، وتحليل الحمض النووي، وعلم اللسانيات.